# Universitätsallee (Bremen)
Die Universitätsallee ist eine Erschließungsstraße in Bremen, Stadtteil Horn-Lehe, Ortsteil Lehe. Sie führt in West-Ost-Richtung von der Parkallee vorbei an der Universität Bremen und dem Technologiepark Bremen bis zur Achterstraße nach Horn.
Die Querstraßen und Anschlussstraßen wurden benannt u. a. als Parkallee, Achterstraße nach der Lage (achtern = dahinter) in der Leher Feldmark, Wiener Straße nach der österreichischen Hauptstadt, Otto-Hahn-Allee 2001 nach dem Chemiker und Nobelpreisträger (1879–1968), Bibliothekstraße nach der dortigen Staats- und Universitätsbibliothek Bremen, Enrique-Schmidt-Straße nach dem nicaraguanischen Revolutionär und Politiker (1949–1984), Lise-Meitner-Straße 1999 nach der österreichischen Kernphysikerin (1878–1968), Autobahnzubringer Universität, Caroline-Herschel-Straße 1997 nach der Astronomin (1750–1848), Kremser Straße nach der Stadt an der Donau und wieder Achterstraße; ansonsten siehe beim Link zu den Straßen.

## Geschichte

### Name
Die Universitätsallee wurde um 1971 benannt zur Zeit der Gründung der Universität Bremen.

### Entwicklung
Die Generalplanung für den Bau der Universität erfolgte seit 1966 durch das Universitätsbauamt Bremen (UBA). In dem Marschgebiet mussten etwa fünf Meter Marschboden durch Sand ausgetauscht werden. 1971/72 wurde der Studienbetrieb aufgenommen. Der zentrale Bereich mit der Staats- und Universitätsbibliothek Bremen, dem Zentralbereich (ZB), der Mensa, GW 2, NW 2, dem Zentralen Mehrzweckhochhaus (MZH) und danach den Sportbauten im Osten wurde zwischen 1974 und 1976 fertiggestellt. An der Universitätsallee entstanden dann weitere Bauten für die Universität, für Institute und Firmen.
Die Universität hatte um 2017 rund 19.500 Studenten und rund 3500 Mitarbeiter sowie einen Jahresetat von 344 Mio. Euro.

### Verkehr
1998 fand die Verlängerung der Linie 6 von Riensberg zur Universität statt.
Die Straßenbahn Bremen durchfährt mit der Linie 6 (Universität-Nord – Flughafen-Süd) die Straße.
Im Nahverkehr in Bremen durchfahren die Buslinien 21 (Blockdiek ↔ Sebaldsbrück ↔ Universität-Nord), 22 (Kattenturm-Mitte ↔ Universität-Ost), 28 (Überseestadt ↔ Universität-Nord) und 31 (Borgfeld Ost ↔ Horn ↔ Nedderland) die Straße.

## Gebäude und Anlagen
An der Straße stehen überwiegend zwei- bis fünfgeschossige Gebäude der Universität, der Institute und der Firmen.
Erwähnenswerte Gebäude und Anlagen
- Parkallee Nr. 301: Augenklinik Universitätsallee von 1993
- Brücke über die Kleine Wümme
- Nr. ?: 1- und 2-gesch. Hörsaalgebäude GW 1 von 1999 nach Plänen von Architekten FSB, Bremen[1]
- Nr. ?: 3-gesch. modernisierte Gebäude von GW 1 Block A bis C der Universität von 1969
- Wiener Straße Nr. 1a: 2-gesch. Gebäude vom Universum Bremen von 2000 nach Plänen von Thomas Klumpp
  - Wiener Straße Nr. 3: 3-gesch. Ausstellungsgebäude SchauBox von 2007 (Architekt Haslob) und EntdeckerPark
- Nr. 1: 5-gesch. langgestrecktes Studentenwohnhaus THE FIZZ Bremen von 2012 mit drei verbundenen Häusern und 350 Wohnplätzen nach Plänen von hübschen und knigge[2]
- Nr. 4: 4-gesch. Gebäude des 7THINGS - hotel & apartment
- Uniwiese mit Uni-Fleet und Mensasee, dahinter Uni Mensa am Boulevard
- Bibliothekstraße Nr. 5: 8-gesch. Mehrzweckhochhaus (MZH), Verwaltung der Uni von 1975, Architekt: Walter Henn
- Bibliothekstraße Nr. 1: 3-gesch. Gebäude der Universitätsverwaltung
- Otto-Hahn-Allee Nr. 1: 5- bis 6-gesch. Gebäudegruppe NW 1 der Universität von um 1971 und Ergänzungsbauten von um 1995 mit u. a. dem Institut für Umweltphysik, dem Microsystems Center Bremen (MCB) und der Friedrich-Wilhelm-Bessel-Institut Forschungs GmbH (FWBI)
- Nr. 3: 2- und 4-gesch. Gebäude mit u. a. der Aktion Hilfe für Kinder
- Nr. 5: 5-gesch. der Bürogebäude mit dem Bremer Rechenzentrum und anderen Firmen
- Nr. 11/13: 3-gesch. Gebäudegruppe mit dem Institut für Seeverkehrswirtschaft und Logistik (ISL)
- Enrique-Schmidt-Straße Nr. 1: 4-gesch. Gebäude mit Filialen von Aldi, Aleco und einem Bäcker, sowie Sitz der Wirtschaftswissenschaften der Uni (darum auch WiWi1 genannt) und ein Parkhaus[3][4]
- Nr. 14: Hauptsitz der Sparkasse Bremen, Architekt: Schröder, Bremen
- Nr. 16: 5-gesch. Bürogebäuder der Siemens AG
- Nr. 17: 1- bis 3-gesch. achteckige Bürogebäude mit verschiedenen Firmen
- Lise-Meitner-Straße Nr. 2: 5-gesch. ovales markantes Bürogebäude mit u. a. OHB Digital Services
- Nr. 18: 4-gesch. Gebäudegruppe der privaten Hochschule für internationale Wirtschaft und Logistik (seit 2016 IUBH Duales Studium) von 2009 mit der Apollon Hochschule der Gesundheitswirtschaft, der Deutschen Außenhandels- und Verkehrs-Akademie (DAV) und der Bundesvereinigung Logistik
- Nr. 20: 1- bis 3-gesch. Gebäude des Berufsbildungswerks Bremen GmbH von  1978, Architektengruppe Medium, Hamburg und weitere spätere Ergänzungsbauten[5]
- Nr. 21 bis 25: 3-gesch. Bürogebäude mit u. a. dem Fortbildungsinstitut Zahnärztekammer Bremen
- Nr. 27/29: 2- und 3-gesch. Gebäude der OHB System AG
- Brücke über die Kleine Wümme
- Achterstraße Nr. 30: 3-gesch. Gebäude des Leibniz-Instituts für Präventionsforschung und Epidemiologie (BIPS) von 2013

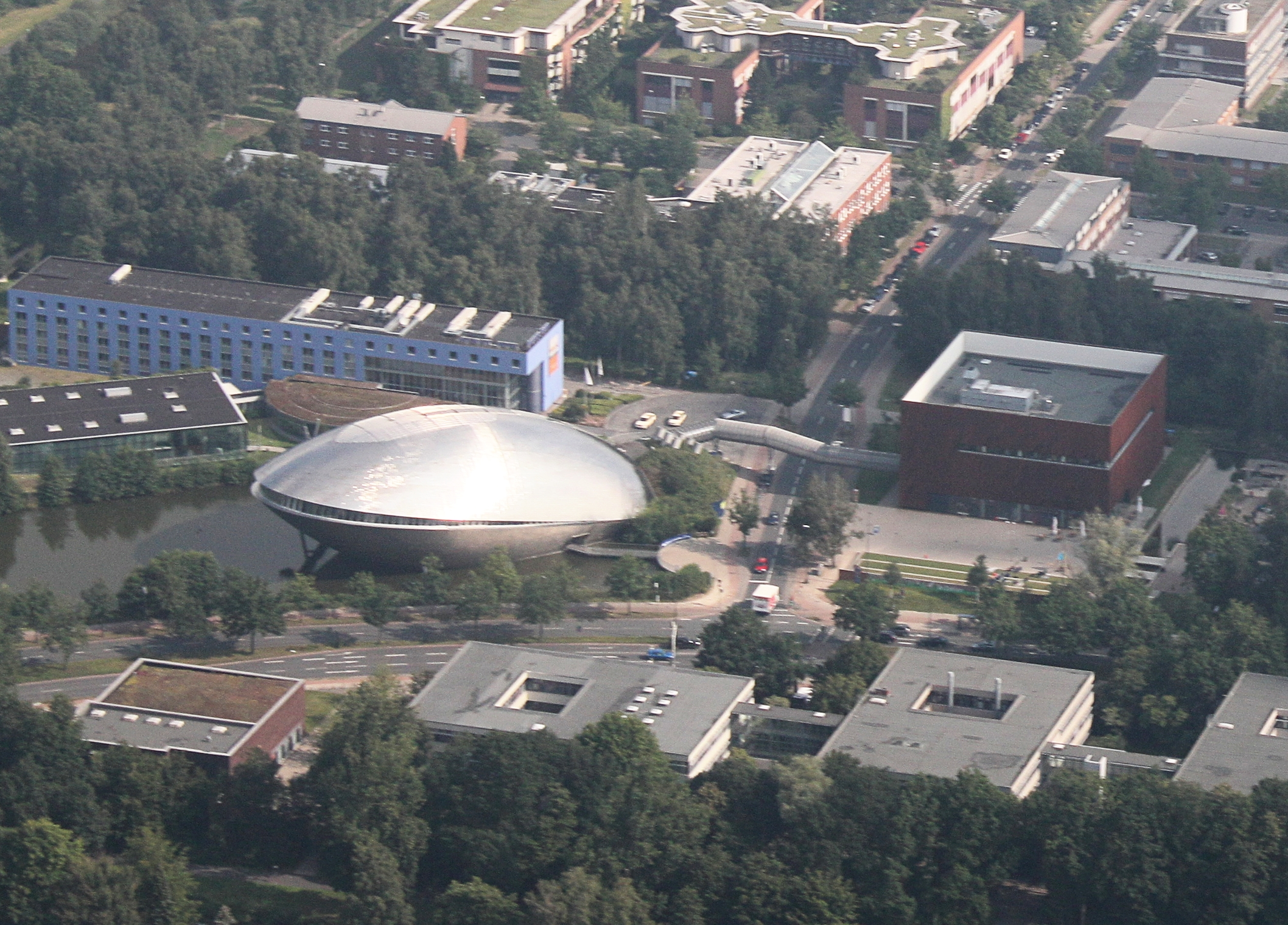
Beginn der Universitätsallee mit GW1, Universum, SchauBox
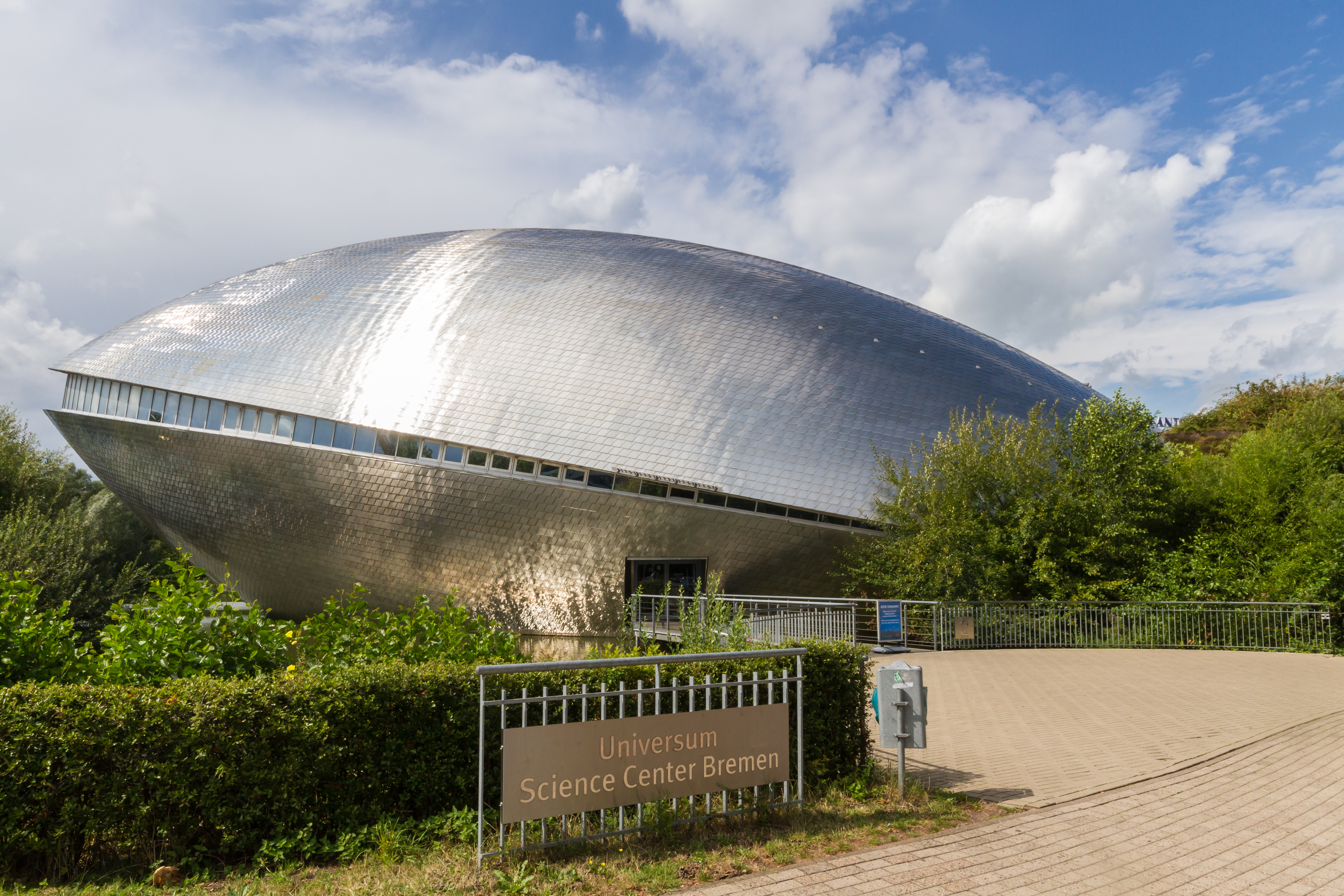
Universum Bremen
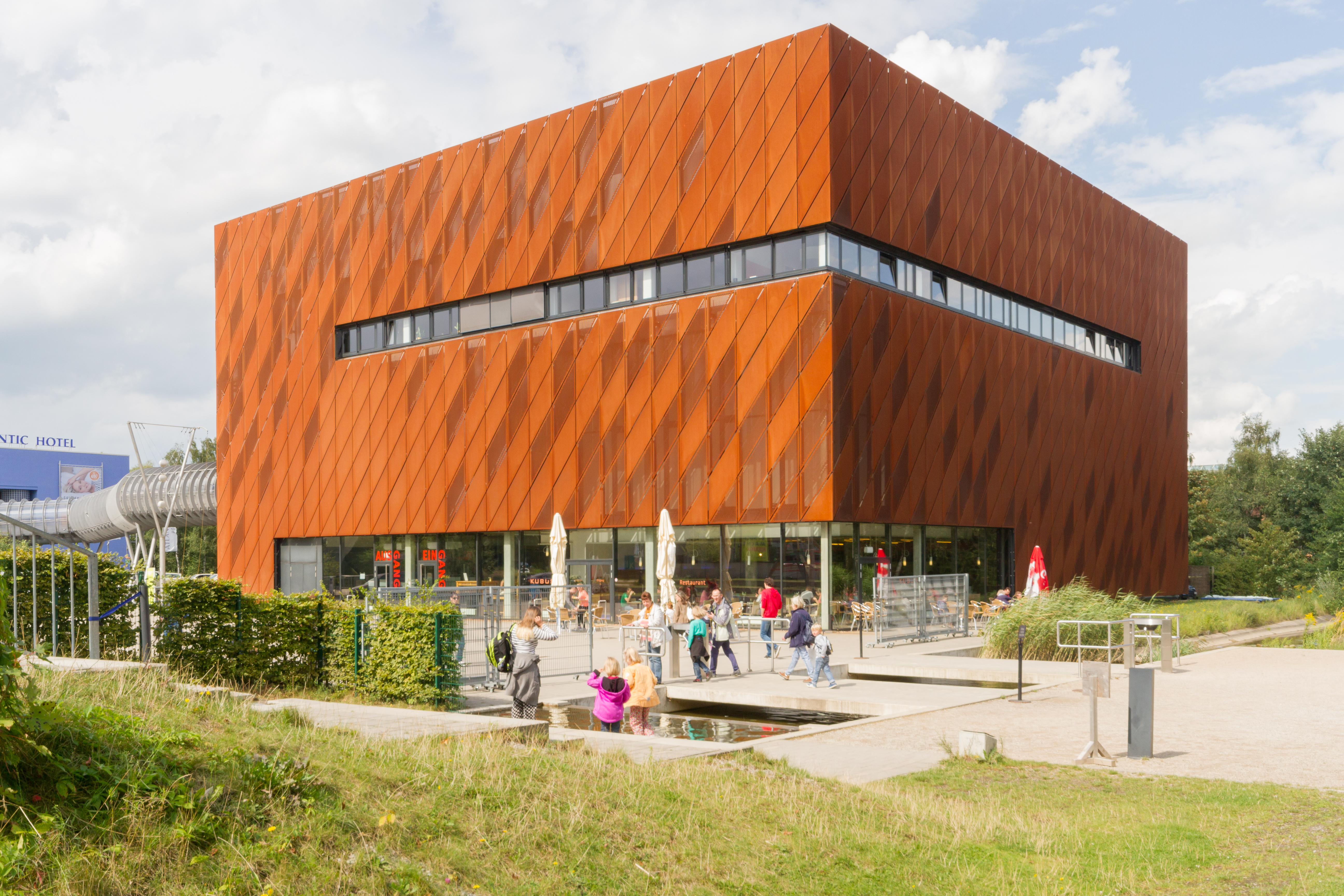
Ausstellungsgebäude SchauBox
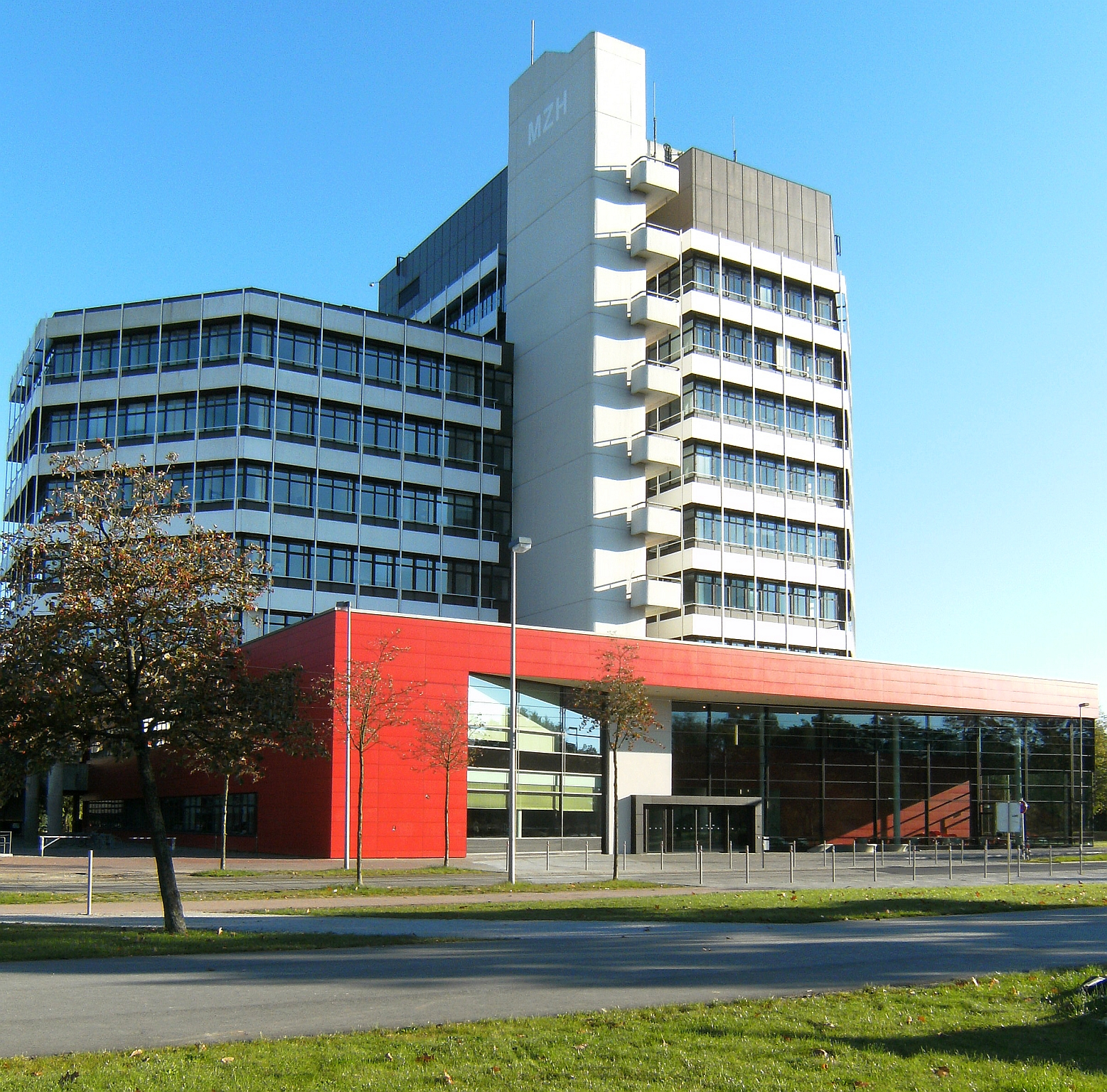
Mehrzweckhochhaus (MZH) der Uni
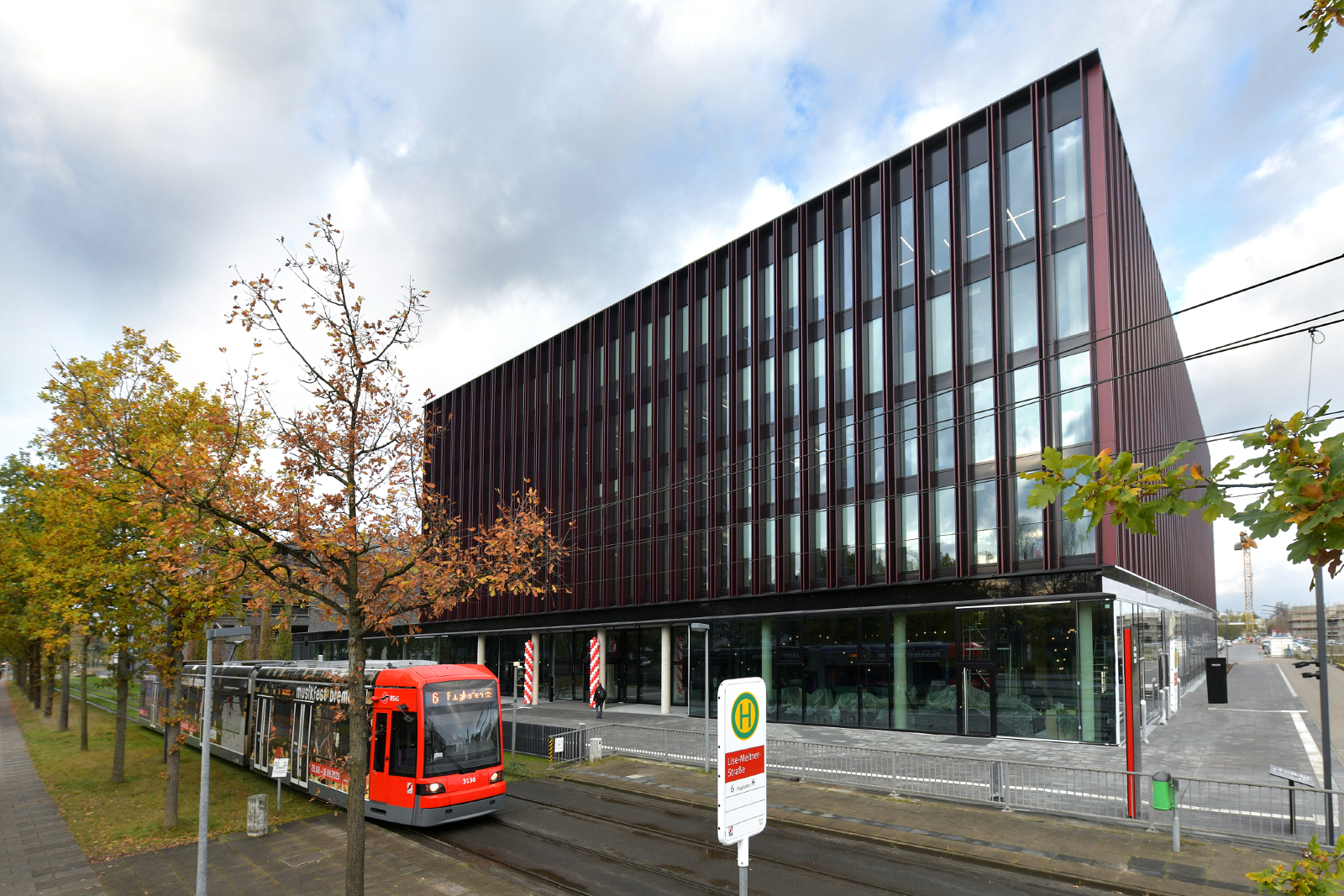
Hauptsitz der Sparkasse Bremen
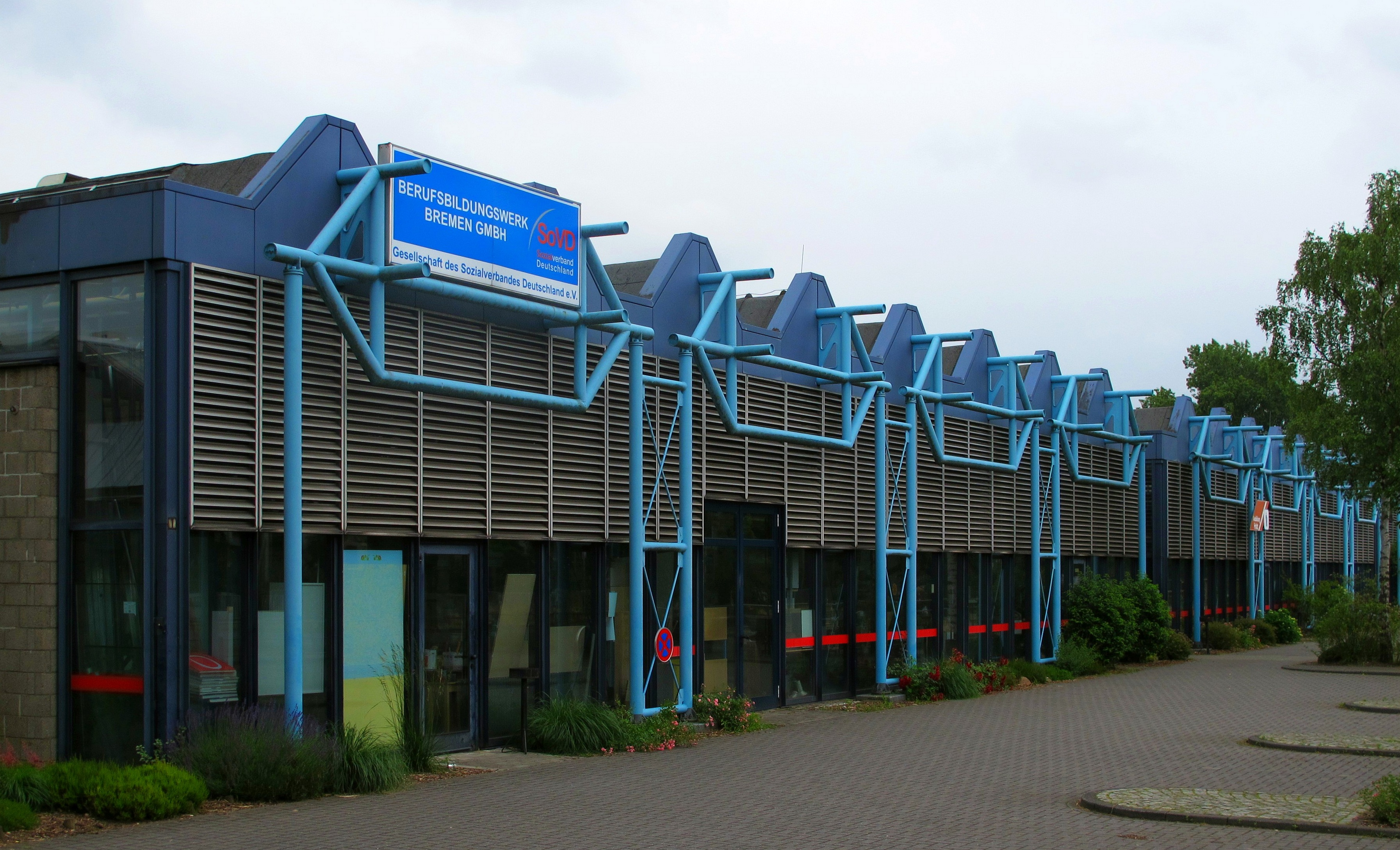
Berufsbildungswerk Bremen: Werkstattgebäude

Kunstobjekte, Gedenktafeln
- Simón-Bolívar-Büste aus Bronze von L. F. Rizzi, seit 2012 auf neuem Sockel am Hörsaalgebäude der Universität Bremen.[6]
- Enrique-Schmidt-Straße am Hörsaalgebäude: Pablo-Neruda-Büste von 2014 als Erinnerung an den chilenischen Literaturnobelpreisträger Pablo Neruda nach einem Entwurf von José Caroca.